# 24 Heures du Mans 1962
Navigation
Édition précédente Édition suivante
Les 24 Heures du Mans 1962 sont la 30e édition de l'épreuve et se déroulent les 23 et 24 juin 1962 sur le circuit de la Sarthe. Cette course est la huitième manche du Championnat du monde des voitures de sport 1962 (WSC - World Sportscar Championship).

## Nombre de pilotes qualifiés pour la course
Comme pour les deux éditions précédentes, pas moins de 110 pilotes seront sur la piste de ces 24 Heures du Mans.
| 29 Français  | 27 Britanniques | 17 Américains | 12 Italiens     | 9 Belges       |
| 3 Suisses    | 2 Allemands     | 2 Mexicains   | 2 Néerlandais   | 1 Australien   |
| 1 Autrichien | 1 Canadien      | 1 Irlandais   | 1 Néo-Zélandais | 1 Sud-Africain |
| 1 Suédois    |                 |               |                 |                |

## Classement final de la course

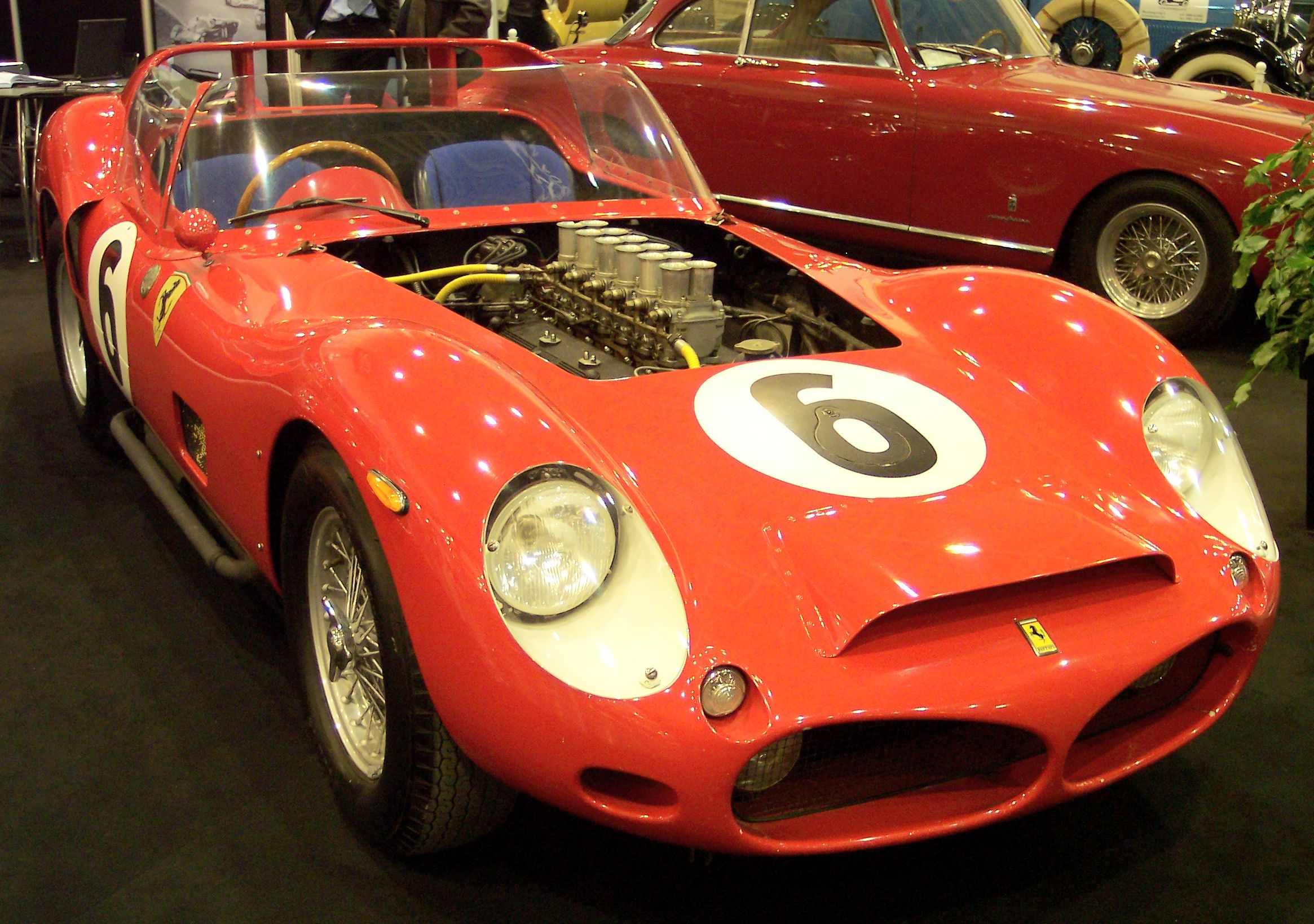
La Ferrari 330 TRI/LM Spyder, victorieuse de l'édition 1962.

| Pos. | Catégorie | no | Écurie                            | Pilotes                                    | Châssis                             | Moteur                  | Pneus | Tours |
| ---- | --------- | -- | --------------------------------- | ------------------------------------------ | ----------------------------------- | ----------------------- | ----- | ----- |
| 1    | E +3.0    | 6  | SpA Ferrari SEFAC                 | Olivier Gendebien Phil Hill                | Ferrari 330 TRI/LM Spyder           | Ferrari 4.0L V12        | D     | 331   |
| 2    | GT 3.0    | 19 | Pierre Noblet                     | Pierre Noblet Jean Guichet                 | Ferrari 250 GTO                     | Ferrari 3.0L V12        | D     | 326   |
| 3    | GT 3.0    | 22 | Équipe nationale belge            | Léon Dernier Jean Blaton                   | Ferrari 250 GTO                     | Ferrari 3.0L V12        | D     | 314   |
| 4    | GT +3.0   | 10 | Briggs Cunningham                 | Briggs Cunningham Roy Salvadori            | Jaguar type E Lightweight Roadster  | Jaguar 3.8L I6          | D     | 310   |
| 5    | GT +3.0   | 9  | P.J. Sargent                      | Peter Sargent Peter Lumsden                | Jaguar type E Lightweight Coupé     | Jaguar 3.8L I6          | D     | 310   |
| 6    | E 3.0     | 17 | North American Racing Team (NART) | Bob Grossman Glenn Roberts                 | Ferrari 250 GTO                     | Ferrari 3.0L V12        | G     | 297   |
| 7    | GT 1.6    | 34 | Porsche System Engineering        | Edgar Barth Hans Herrmann                  | Porsche 356B Abarth                 | Porsche 1.6L Flat-4     | D     | 287   |
| 8    | GT 1.3    | 44 | Team Lotus Engineering            | David Hobbs Frank Gardner                  | Lotus Elite Mk14                    | Coventry Climax 1.2L I4 | D     | 286   |
| 9    | GT 3.0    | 21 | SpA Ferrari SEFAC                 | Ed Hugus George Reed                       | Ferrari 250 GT SWB Bertone          | Ferrari 3.0L V12        | D     | 281   |
| 10   | GT 1.3    | 39 | Scuderia St. Ambroeus             | Giancarlo Sala Marcello de Luca di Lizzano | Alfa Romeo Giulietta Zagato SVZ     | Alfa Romeo 1.3L I4      | P     | 281   |
| 11   | GT 1.3    | 45 | Team Lotus Engineering            | Clive Hunt Dr John Wyllie                  | Lotus Elite Mk14                    | Coventry Climax 1.2L I4 | D     | 278   |
| 12   | GT 1.6    | 35 | Auguste Veuillet                  | Robert Buchet Heinz Schiller               | Porsche 356B Abarth                 | Porsche 1.6L Flat-4     | D     | 272   |
| 13   | GT 2.0    | 29 | Morgan Motor Company              | Chris Lawrence Richard Shepard-Baron       | Morgan +4                           | Triumph 2.0L I4         | D     | 270   |
| 14   | E 1.3     | 43 | Équipe Nationale Belge            | Claude Dubois Georges Harris               | Abarth-Simca 1300 Bialbero          | Simca 1.3L I4           | P     | 268   |
| 15   | GT 1.6    | 32 | Sunbeam Talbot                    | Peter Harper Peter Procter                 | Sunbeam Alpine                      | Sunbeam 1.6L I4         | D     | 268   |
| 16   | E 850     | 53 | Panhard & Levassor                | André Guilhaudin Alain Bertaut             | CD Dyna Coupé                       | Panhard 0.7L Flat-2     | M     | 255   |
| 17   | E 1.15    | 46 | Société Automobiles René Bonnet   | Bernard Consten José Rosinski              | René Bonnet Djet                    | Renault 1.0L I4         | D     | 255   |
| 18   | E 850     | 50 | Société Automobiles René Bonnet   | Paul Armagnac Gérard Laureau (de)          | René Bonnet Djet 2 Spider           | Renault 0.7L I4         | D     | 253   |
| Abd. | E 3.0     | 27 | SpA Ferrari SEFAC                 | Giancarlo Baghetti Ludovico Scarfiotti     | Ferrari Dino 268SP                  | Ferrari 2.6L V8         | D     | 230   |
| Abd. | E 1.6     | 37 | Automobili O.S.C.A.               | George Arents José Behra                   | O.S.C.A. 1600GT Zagato              | O.S.C.A. 1.6L I4        | P     | 227   |
| Abd. | GT 1.3    | 40 | Scuderia St. Ambroeus             | Karl Foitek Riccardo Ricci                 | Alfa Romeo Giulietta Zagato SVZ     | Alfa Romeo 1.3L I4      | P     | 225   |
| Abd. | GT 3.0    | 24 | Ecurie Chiltern                   | Sir John Whitmore Bob Olthoff              | Austin-Healey 3000                  | BMC 2.9L I6             | D     | 212   |
| Abd. | GT 3.0    | 23 | Fernand Tavano                    | Fernand Tavano André Simon                 | Ferrari 250 GTO                     | Ferrari 3.0L V12        | D     | 202   |
| Abd. | GT 1.6    | 33 | Sunbeam Talbot                    | Paddy Hopkirk Peter Jopp                   | Sunbeam Alpine                      | Sunbeam 1.6L I4         | D     | 187   |
| Abd. | E +3.0    | 2  | Briggs Cunningham                 | Bruce McLaren Walt Hansgen                 | Maserati Tipo 151/1                 | Maserati 3.9L V8        | D     | 177   |
| Abd. | E 3.0     | 28 | SpA Ferrari SEFAC                 | Ricardo Rodríguez Pedro Rodríguez          | Ferrari Dino 246SP                  | Ferrari 2.4L V6         | D     | 174   |
| Abd. | GT 3.0    | 58 | Scuderia SSS Republica di Venezia | Nino Vaccarella Giorgio Scarlatti          | Ferrari 250 GTO                     | Ferrari 3.0L V12        | D     | 172   |
| Abd. | E 850     | 56 | Roger Masson                      | Roger Masson (de) Teodoro Zeccoli          | Fiat-Abarth 700 TwinCam             | Fiat 0.7L I4            | M     | 171   |
| Abd. | GT 3.0    | 20 | UDT / Laystall Racing Team        | Innes Ireland Masten Gregory               | Ferrari 250 GTO                     | Ferrari 3.0L V12        | D     | 165   |
| Abd. | E +3.0    | 4  | Maserati France                   | Maurice Trintignant Lucien Bianchi         | Maserati Tipo 151/1                 | Maserati 3.9L V8        | D     | 152   |
| Abd. | GT +3.0   | 1  | / Scuderia Scirocco               | Tony Settember John Turner                 | Chevrolet Corvette C2               | Chevrolet 5.4L V8       | D     | 150   |
| Abd. | E 3.0     | 18 | North American Racing Team (NART) | Peter Ryan John Fulp                       | Ferrari 250 TRI/61                  | Ferrari 3.0L V12        | G     | 150   |
| Abd. | GT +3.0   | 12 | Jean Kerguen                      | Jean Kerguen Jacques Dewes                 | Aston Martin DB4 GT Zagato          | Aston Martin 3.8L I6    | D     | 134   |
| Abd. | E 850     | 55 | Panhard & Levassor                | Guy Verrier Bernard Boyer                  | CD Dyna                             | Panhard 0.7L Flat-2     | M     | 128   |
| Abd. | GT +3.0   | 14 | Mike Salmon                       | Mike Salmon Ian Baille                     | Aston Martin DB4 GT Zagato          | Aston Martin 3.8L I6    | D     | 124   |
| Abd. | E 850     | 51 | Abarth Corse & Cie                | Régis Fraissinet Paul Condrillier          | Fiat-Abarth 700S TwinCam            | Fiat 0.7L I4            | M     | 115   |
| Abd. | E 1.6     | 38 | Marcos Cars                       | John Hine Richard N. Prior                 | Marcos GT Gullwing                  | Ford 1.5L I4            | D     | 81    |
| Abd. | E 3.0     | 25 | Ecurie Ecosse                     | Jack Fairman Tom Dickson                   | Tojeiro EE                          | Coventry Climax 2.5L I4 | D     | 80    |
| Abd. | E +3.0    | 11 | David Brown Racing Dept.          | Graham Hill Richie Ginther                 | Aston Martin DP212                  | Aston Martin 4.0L I6    | D     | 78    |
| Abd. | E 850     | 54 | Panhard & Levassor                | Pierre Lelong Jean-Pierre Hanrioud         | CD Dyna Coupé                       | Panhard 0.7L Flat-2     | M     | 73    |
| Abd. | E +3.0    | 3  | Briggs Cunningham                 | William Kimberley Dick Thompson            | Maserati Tipo 151/1                 | Maserati 3.9L V8        | D     | 62    |
| Abd. | E 1.3     | 41 | Abarth Corse & Cie                | Roger de Lageneste Jean Rolland            | Abarth-Simca 1300 Bialbero          | Simca 1.3L I4           | P     | 60    |
| Abd. | E +3.0    | 7  | SpA Ferrari SEFAC                 | Mike Parkes Lorenzo Bandini                | Ferrari 330LM GTO                   | Ferrari 4.0L V12        | D     | 56    |
| Abd. | GT +3.0   | 8  | Maurice Charles                   | Maurice Charles John Coundley              | Jaguar type E                       | Jaguar 3.8L I6          | D     | 53    |
| Abd. | GT 2.0    | 60 | André Chardonnet                  | Jean-Claude Magne Marcel Martin            | AC Ace                              | Bristol 2.0L I6         | M     | 49    |
| Abd. | E 3.0     | 59 | Équipe Nationale Belge            | Georges Berger Robert Darville (de)        | Ferrari 250 GT SWB                  | Ferrari 3.0L V12        | D     | 35    |
| Abd. | GT 1.6    | 30 | Porsche System Engineering        | Ben Pon Carel Godin de Beaufort            | Porsche 356B Abarth                 | Porsche 1.6L Flat-4     | D     | 35    |
| Abd. | E 3.0     | 16 | Scuderia SSS Republica di Venezia | Carlo Maria Abate Colin Davis              | Ferrari 250 GT SWB Drogo "Breadvan" | Ferrari 3.0L V12        | D     | 30    |
| Abd. | E 3.0     | 15 | Scuderia SSS Republica di Venezia | Jo Bonnier Dan Gurney                      | Ferrari 250 TRI/61                  | Ferrari 3.0L V12        | D     | 30    |
| Abd. | E 1.3     | 62 | Abarth Corse & Cie                | Gianni Balzarini Franz Albert              | Abarth-Simca 1300 Bialbero          | Simca 1.3L I4           | P     | 30    |
| Abd. | E 1.3     | 42 | Abarth Corse & Cie                | Henri Oreiller Tom Spychinger              | Abarth-Simca 1300 Bialbero          | Simca 1.3L I4           | P     | 21    |
| Abd. | E 850     | 61 | Automobiles René Bonnet           | Jean-Claude Vidilles Jean Vinatier         | René Bonnet Djet                    | Renault 0.7L I4         | D     | 13    |
| Abd. | E 850     | 52 | Abarth Corse & Cie                | Herbert Demetz Mario Bianchi               | Fiat-Abarth 700S TwinCam            | Fiat 0.7L I4            | M     | 12    |
| Abd. | E 1.6     | 36 | Automobili O.S.C.A.               | John Bentley John S. Gordon                | O.S.C.A. 1600GT Zagato              | O.S.C.A. 1.6L I4        | P     | 12    |
| Abd. | E 2.0     | 31 | TVR Cars                          | Peter Bolton (de) Ninian Sanderson         | TVR Grantura                        | BMC 1.6L I4             | D     | 3     |

Note :
- Dans la colonne Pneus[1] apparaît l'initiale du fournisseur, il suffit de placer le pointeur au-dessus du modèle pour connaître le manufacturier de pneumatiques.

## Record du tour
- Meilleur tour en course :  Phil Hill (no 6, Ferrari 330 LM TRI, SpA Ferrari SEFAC) en 3 min 57 s 3 (204,212 km/h)

## Prix et trophées
- Victoire au classement à l'indice de rendement énergétique :  Team Lotus Engineering (no 44, Lotus Elite)
- Victoire au classement à l'indice de performance :  Panhard & Levassor (no 53, C.D.)

## Heures en tête
| no | Voiture        | Écurie            | Pilotes                           | Heures                                | Total     |
| -- | -------------- | ----------------- | --------------------------------- | ------------------------------------- | --------- |
| 6  | Ferrari 330 LM | SpA Ferrari SEFAC | Olivier Gendebien Phil Hill       | 1re à 2e 4e à 6e / 8e 10e / 13e à 24e | 19 heures |
| 28 | Ferrari 246 SP | SpA Ferrari SEFAC | Pedro Rodriguez Ricardo Rodriguez | 3e 7e 9e 11e à 12e                    | 5 heures  |

## À noter
- Longueur du circuit : 13,461 km
- Distance parcourue : 4 451,255 km
- Vitesse moyenne : 185,469 km/h
- Écart avec le 2e : 67,120 km